# Under the Counter Spy
O Espião Espiado (título original: Under the Counter Spy) é o 55º episódio do Pica-Pau e o 3º da temporada de 1954.

## História
Um criminoso apelidado "Morcego" esconde uma fórmula secreta no quarto do Pica-Pau. Ao acordar, o pássaro toma um gole por engano (a garrafa com o tônico de suco de peroba havia sido roubada) e ganha uma força acima do normal. Tendo percebido que uma gota da fórmula secreta possuía 50 mil cavalos de força, o Pica-Pau decide ir atrás do "Morcego" até encontrá-lo numa casa abandonada, que o vilão transforma no escritório do "BFI" (paródia ao FBI).
Ao jogar uma bomba que explode ao chegar no "Morcego", o pássaro captura o vilão. No BFI, descreve como conseguiu derrotá-lo.
No final, o Pica-Pau bate contra uma parede e o agente Quinta-Feira diz que "as crianças andavam vendo muita televisão".

## Curiosidades
- Under the Counter Spy é uma paródia da série Dragnet, famoso nos anos 50 e protagonizado por Jack Webb e Ben Alexander.
- Com exceção de uma risada quando acorda e quando percebe que o Morcego estava escondido atrás de uma parede para surpreendê-lo, o Pica-Pau não possui nenhuma fala no episódio. Foi também a única vez que Dal McKennon emprestou sua voz ao pássaro, ao contrário de Grace Stafford, que não dublava o Pica-Pau desde Scalp Treatment ("O Cabeleireiro"), de 1952[1].